# Freienthal
Freienthal ist ein Gemeindeteil von Damelang-Freienthal, einem Ortsteil der amtsangehörigen Gemeinde Planebruch im Landkreis Potsdam-Mittelmark in Brandenburg. Zwischen dem 1. Februar 1974 und dem 31. Januar 2002 war Freienthal ein Ortsteil der damaligen Gemeinde Damelang-Freienthal, vorher war der Ort eine eigenständige Gemeinde.

## Lage
Freienthal liegt im Naturpark Hoher Fläming am Rand der Belziger Landschaftswiesen, etwa fünf Kilometer nordwestlich von Brück und 24 Kilometer Luftlinie südöstlich der Stadt Brandenburg an der Havel. Umliegende Ortschaften sind Damelang im Norden, Borkwalde und Borkheide im Osten, die Stadt Brück im Südosten, Trebitz im Süden, die zur Stadt Bad Belzig gehörigen Ortsteile Fredersdorf und Lütte im Südwesten, Dippmannsdorf und Ragösen im Westen sowie der zur Gemeinde Golzow gehörende Wohnplatz Müggenberg im Nordwesten. Die im Westen liegenden, überwiegend landwirtschaftlich genutzten Flächen werden über den Königsgraben Golzow in die Plane entwässert, die östlich von Süden kommend in nördlicher Richtung vorbeifließt. Im Südwesten erstreckt sich mit den Hasenbergen und den Lotsteig ein kleiner, bewaldeter Höhenzug. Die südlich gelegenen Flächen werden vom Graben-A Freienthal ebenfalls in die Plane entwässert. Zu Freienthal gehört der Wohnplatz Hackenhausen.
Durch den Ort verläuft die Landesstraße 85 von Golzow über Brück nach Treuenbrietzen. Über diese ist der Ort an die Bundesautobahn 9 angebunden (Anschlussstellen Beelitz und Brück). Freienthal grenzt im Osten an den Truppenübungsplatz Lehnin. Das Dorf ist außer im Westen komplett von Wald umgeben. Von Freienthal aus fahren vier Buslinien nach Bad Belzig, Golzow, Brück und Treuenbrietzen.

## Geschichte und Etymologie

### 18. Jahrhundert

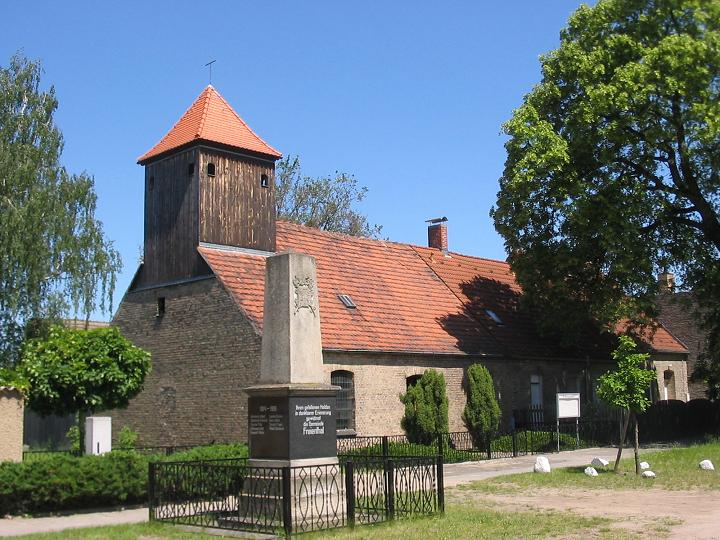
Kirchen- und Schulhaus

Freienthal ist ein typisches Straßendorf. Es wurde von 1754 bis 1756 unter Leitung von Friedrich II. vermutlich auf der wüsten Feldmark von Klein Damelang als Spinnerdorf angelegt. Der Name des Ortes leitet sich aus der Tatsache her, das die Kolonisten des Dorfes zeitweise keine Abgaben zahlen mussten. Im Jahr 1772 lebten in Freyenthal (1775) 37 Kossäten. 1784 wurde das Schul- und Bethaus errichtet. Bis dahin wurden die Gottesdienste im Haus des Dorfvorstehers gehalten. An dieses wurde 1792 ein kleiner Turm angebaut, äußerlich gleicht das Gebäude der vorhandenen Wohnbebauung.

### 19. Jahrhundert
Im Jahr 1801 gab es im Dorf den Lehnschulzen, 40 Büdner, sieben Einlieger und einen Krug; die Bewohner betrieben 54 Feuerstellen (=Haushalte). Bis ins Jahr 1815 gehörte Freienthal, im Gegensatz zu den umliegenden Dörfern, zu Preußen und nicht zum Königreich Sachsen. Danach lag Freienthal im neu gebildeten Landkreis Zauch-Belzig des Regierungsbezirks Potsdam in der Provinz Brandenburg. Laut der Topographisch-statistischen Übersicht des Regierungsbezirks Potsdam und der Stadt Berlin aus dem Jahr 1841 hatte die Kolonie Freienthal in diesem Jahr 300 Einwohner und 53 Wohngebäude. Die Kirche ist eine Filialkirche der Dorfkirche Neuendorf. Freienthal gehörte damals zu Lehnin. Ausweislich einer Statistik aus dem Jahr 1858 standen im Dorf zwei öffentliche, 54 Wohn- und 107 Wirtschaftsgebäude auf einer Fläche von 469 Morgen (Mg): 28 Mg Gehöfte, 56 Mg Gartenland, 125 Mg Acker und 260 Mg Wiese.

### 20. und 21. Jahrhundert
Zur Jahrhundertwende standen auf einer Fläche von 126 Hektar (ha) 55 Häuser. Im Jahr 1928 wurden der Gutsbezirk Hackenhausen sowie vom Gutsbezirk Linther Oberbusch die drei westlichen Parzellen südlich der Plane eingemeindet. Ein Jahr später folgten Teile des Gutsbezirks Lehnin Forst. Freienthal wurde 1931 Landgemeinde mit einer Fläche von 1983 ha und den Wohnplätzen Hackenhausen, Möllendorf und Forsthaus Neuhaus. Im Dorf standen 59 Wohnhäuser mit 78 Haushaltungen. Es gab im Jahr 1939 einen land- und forstwirtschaftlichen Betrieb, der mehr als 100 ha bewirtschaftete. Ein weiterer Betrieb war zwischen 20 und 100 ha, 16 zwischen 10 und 20, 28 zwischen 5 und 10 sowie zehn zwischen 0,5 und 5 ha groß.
Nach dem Zweiten Weltkrieg wurde Freienthal Teil der Sowjetischen Besatzungszone und später der DDR. Im Jahr 1946 wurden im Rahmen der Bodenreform 1642,50 ha enteignet: 25,11 ha Acker, 13,80 ha Wiese, 1603,34 ha Wald und 0,25 ha Gärten. Mit Ausnahme von 2,6 ha stammten diese Flächen ausnahmslos aus dem ehemaligen Gutsbezirk Hackenhausen. Hiervon wurden 426,28 ha aufgeteilt: 161,77 ha gingen an 47 Bauern, 18,25 ha an vier nichtlandwirtschaftliche Arbeiter und Handwerker, 9 ha an einen Neusiedler, 4 ha an die VdgB, 231,4 ha an die Gemeinde und 1,86 ha an das Forstamt Hackenhausen. Weitere 73 ha gingen an die Gemeinde Linthe, 679 ha Zulage an die Stadt Brück sowie 168 ha Waldzulage an die Gemeinde Damelang und 236,4 ha Waldzulage an die Gemeinde Rottstock. Bei der im Juli 1952 in der DDR durchgeführten Gebietsreform wurde die Gemeinde Freienthal dem Kreis Belzig im Bezirk Potsdam zugeordnet. Im Folgejahr gründete sich eine LPG Typ III, die sich 1955 wieder auflöste. Im Jahr 1960 gab es eine neue LPG Typ I mit 63 Mitgliedern und 445 ha Fläche, die sich 1973 mit der LPG Typ I Dahmelang zusammenschloss und zu einer LPG Typ III überging. In den 1960er Jahren erfolgte erstmals eine Sanierung des als Kirche genutzten Gebäudes. Der Ortsteil Damelanger Ausbau erhielt im Jahr 1964 insgesamt 53 ha von der Gemeinde Dahmelang. Im Jahr 1973 gab es im Dorf eine LPG, eine Sozialistische Gemeinschaftseinrichtung Nescholz-Lüsse sowie die Jungviehaufzucht Freienthal. Am 1. Februar 1974 schloss sich die Gemeinde Freienthal mit der Gemeinde Damelang zu der neuen Gemeinde Damelang-Freienthal zusammen.
Nach der Wende wurde der Kreis Belzig in Landkreis Belzig umbenannt und schließlich aufgelöst, bei der Kreisreform im Dezember 1993 wurde die Gemeinde Damelang-Freienthal dem neuen Landkreis Potsdam-Mittelmark zugeordnet. Am 31. Januar 2002 schloss sich die Gemeinde mit der Gemeinde Cammer zu der neuen Gemeinde Planebruch zusammen. 2019 erfolgte eine neuerliche Sanierung der teilweise sanierungsbedürftigen Kirche.

## Bevölkerungsentwicklung
| Jahr | Einwohner | Jahr | Einwohner |
| ---- | --------- | ---- | --------- |
| 1875 | 315       | 1939 | 268       |
| 1890 | 306       | 1946 | 436       |
| 1910 | 253       | 1950 | 365       |
| 1925 | 274       | 1964 | 285       |
| 1933 | 295       | 1971 | 269       |

## Kultur und Sehenswürdigkeiten

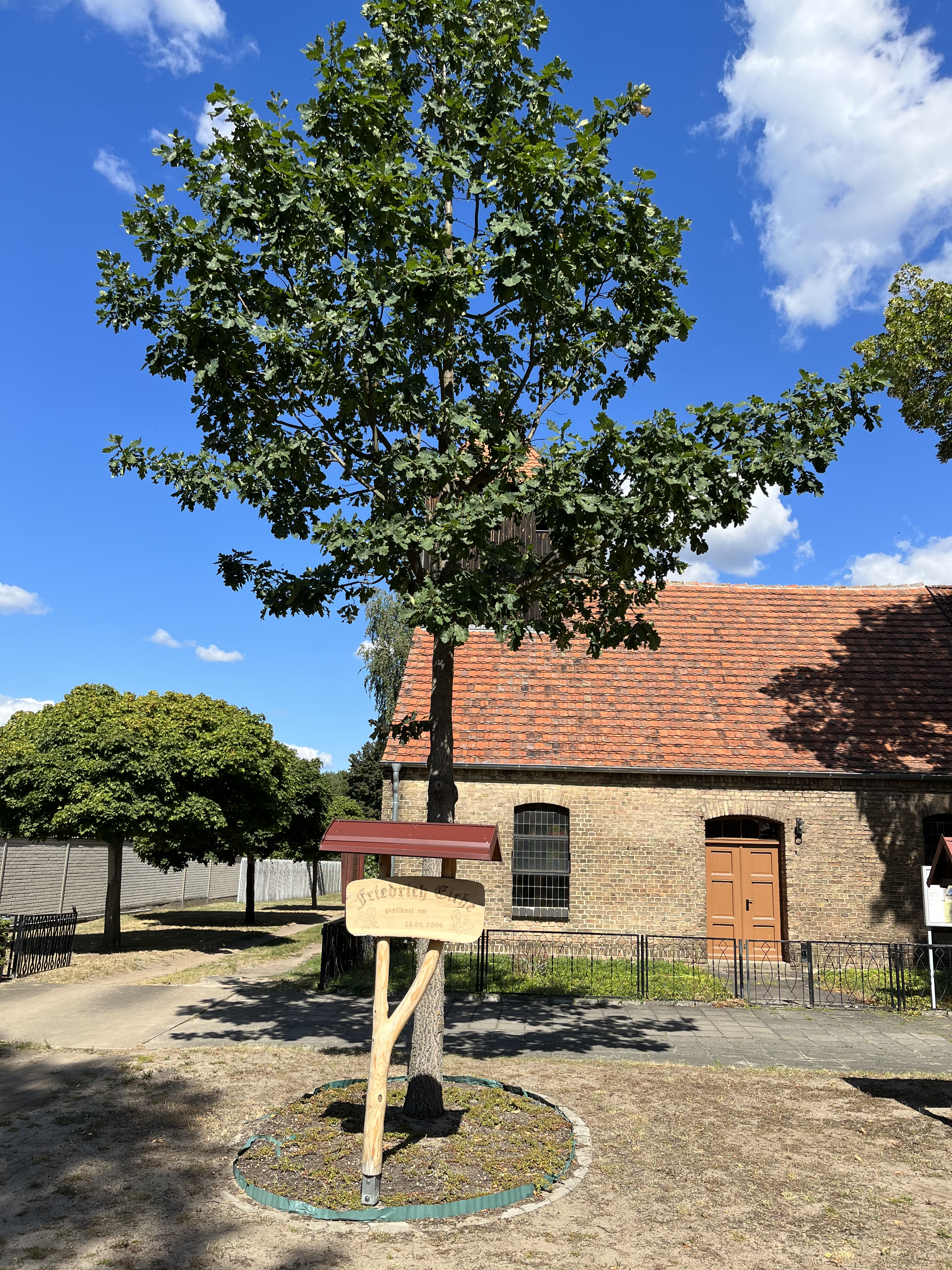
Friedrich-Eiche

- Das Kirchen- und Schulhaus Freienthal von 1784 steht unter Denkmalschutz.
- Friedrich-Eiche vor dem Kirchen- und Schulhaus, gepflanzt am 15. August 2004 zur 250-Jahr-Feier des Ortes
- Belziger Landschaftswiesen

## Persönlichkeiten
- Friedrich Wilhelm August Karl Heyse (1832–1902), Lehrer und Schriftsteller, geboren in Freienthal[6]